# Kambizova sodba
Kambizova sodba, tudi Pravičnost kralja Kambiza je diptih, slika olje na lesu, staronizozemskega umetnika Gerarda Davida, ki prikazuje aretacijo in nato odiranje skorumpiranega perzijskega sodnika Sizamnesa po ukazu kralja Kambiza, kot to poroča Herodot v Zgodovini. Diptih so leta 1487/1488 naročile občinske oblasti v Bruggeu, ki so zahtevale vrsto tabel za sobo namestnika župana v mestni hiši.
Diptih je bil naslikan na hrastove table in je bil v mestnem arhivu prvič omenjen kot Poslednja sodba. Meščani so ga uporabljali za spodbujanje poštenosti med sodniki in kot simbolično javno opravičilo za zaprtje Maksimilijana I. v Bruslju leta 1488. V zgornjem desnem kotu prizora odiranja je prikazan sin Sizamnesa, ki pravico deli z očetovega stola, ki je zdaj ogrnjen z njegovo odrto kožo.
To je eno redkih Davidovih del, ki ne prikazuje običajne religiozne vsebine.
Danes diptih hranijo v muzeju Groeningovem muzeju v Bruggeu.
Obstajajo tudi druge slike z isto temo, na primer slika Dircka Vellerta iz leta 1542.

## Motiv
Diptih prikazuje obsodbo perzijskega kralja Kambiza II. sodnika Sizamnesa. Ta dogodek, tako kot Kambizov egiptovski pohod, opisuje Herodot. Sizamnesa so osumili prejemanja podkupnine in obsodili na smrt, tako da so ga živega odrli. Ta tema je bila zelo priljubljena konec 15. in v 16. stoletju. Podobna dela so naslikali v imenu drugih občinskih oblasti; najbolj znana je tista Rogierja van der Weydna za bruseljsko mestno hišo. Tema je služila kot exemplum virtutis, spodbujanje k vrlini ali bolje kot opozorilo pred korupcijo in zlorabo moči. To je bilo tudi opravičilo za to, da so meščani Bruggea deset let prej za štiri mesece zaprli svojega vladarja in kasneje cesarja Maksimilijana I., da bi okrepili svojo avtonomijo.

## Opis
Prikaz Kambizove sodbe v tem Davidovem delu poteka v okolju, ki je podobno Bruggeju. Tako na levi kot na desni tabli so dogodku priča znani sodobniki, predvsem tisti, ki so naročili izdelavo tega dela. Arhitekturno okolje tudi ni perzijsko, temveč Brugge. Na levi tabli je prikazano, kako sodni izvršitelj iz Bruggea aretira Sizamnesa, ki sedi in nosi škrlatni plašč. Kralj Kambiz II. nosi hermelinov plašč. V ozadju pod desnim lokom je majhna slika tistega, kar se je zgodilo pred tem: Sodnik, prav tako v svojem rdečem ogrinjalu, ki stoji na pragu, od osumljenca sprejme podkupnino. Ta isti rdeči plašč je na desni plošči pod mizo. Krvniki so začeli svoje delo. Obsojenec leži na mizi. Njegova leva noga je skoraj gola, krvnik pa mu sleče kožo in drži nož med zobmi. Drugi krvnik dela z desno roko, tretji začne na prsih, četrti pa položi nož v levo roko. Tudi tu je za mizo postavljena skupina mestnih veljakov. Očitno so malo pozorni na grozote, ki se dogajajo pred njimi, prav tako kot perzijski kralj, ki je zdaj opremljen tudi z žezlom. Na tej plošči je tudi manjša slika, ki kaže na prihodnost. Novoimenovanega sodnika lahko vidite v zgornjem desnem kotu. Slečena koža predhodnika visi čez zadnji del sedeža. Tako je delo zamišljeno kot "strip v štirih podobah", katerega namen je ozavestiti gledalca, da je bolje, da ni pokvarjen, in - seveda - da naročniki dela nikakor ne morejo biti pokvarjeni.

## Uporaba in protesti
Davidovo Kambizovo sodbo so avgusta 2012 podporniki Julije Timošenko uporabili, ko so reprodukcijo dela pokazali sodniku, ki je pregledoval njen primer.
Novembra istega leta sta dva aktivista pokazala reprodukcijo slike sodniku Andreyu Fedinu, ki je obsodil Maxima Luzyanina, vpletenega v primer Trg Bolotnaya, kazenski postopek preiskovalnega odbora Ruske federacije zaradi domnevnih množičnih nemirov (212. člen ruskega kazenskega zakonika) in domnevnega nasilja nad policijo (318. člen ruskega kazenskega zakonika) med »maršem milijonov« 6. maja 2012 na trgu Bolotnaya v Moskvi.